# Caloplaca microthallina
Caloplaca microthallina är en lavart som först beskrevs av Wedd., och fick sitt nu gällande namn av Alexander Zahlbruckner. Caloplaca microthallina ingår i släktet orangelavar och familjen Teloschistaceae.  Arten är reproducerande i Sverige. Inga underarter finns listade i Catalogue of Life.